# Arnold Belgard
Arnold Belgard est un scénariste et réalisateur américain né le 31 juillet 1907 à Los Angeles (Californie), décédé le 1er juillet 1967 dans la même ville.

## Filmographie partielle

### Comme scénariste
- 1934 : Le capitaine déteste la mer (The Captain Hates the Sea) de Lewis Milestone
- 1938 : Bar 20 Justice (en) de Lesley Selander
- 1938 : Têtes de pioche (Block-Heads)
- 1941 : Road Show
- 1939 : Deux bons copains (Zenobia)
- 1941 : My Life with Caroline
- 1943 : Calaboose
- 1943 : Prairie Chickens
- 1945 : Penny cherche un père (That Night with You) de William A. Seiter
- 1947 : Second Chance de James Tinling
- 1947 : The Invisible Wall
- 1947 : Dangerous Years
- 1948 : The Tender Years, de Harold D. Schuster
- 1948 : Half Past Midnight
- 1948 : Night Wind de James Tinling
- 1948 : Trouble Preferred de James Tinling
- 1949 : Miss Mink of 1949
- 1949 : Tucson
- 1950 : Tarzan and the Slave Girl
- 1957 : La grande caccia
- 1957 : Bop Girl Goes Calypso
- 1957 : Panama Sal

### comme réalisateur
- 1957 : La grande caccia